# Tipula verrallana
Tipula verrallana är en tvåvingeart som beskrevs av Alexander 1966. Tipula verrallana ingår i släktet Tipula och familjen storharkrankar. Inga underarter finns listade i Catalogue of Life.